# Holotrichia semihirta
Holotrichia semihirta är en skalbaggsart som beskrevs av Frey 1971. Holotrichia semihirta ingår i släktet Holotrichia och familjen Melolonthidae. Inga underarter finns listade i Catalogue of Life.